# Condado de Franklin (Ohio)
El condado de Franklin es uno de los 88 condados del Estado estadounidense de Ohio. La sede del condado es y su mayor ciudad es Columbus.
El condado posee un área de 1407 km² (los cuales 9 km² son cubiertos por agua), la población de 1 068 978 habitantes, y la densidad de población es de 765 hab/km² (según censo nacional de 2000).
Este condado fue fundado el 30 de abril de 1803. El condado fue nombrado en homenaje a Benjamin Franklin, uno de los personajes de la independencia estadounidense.

## Historia
El 30 de marzo de 1803, el gobierno de Ohio autorizó la creación del condado de Franklin. Originalmente, el condado formaba parte del condado de Ross. Los residentes bautizaron el condado en honor a Benjamin Franklin. En 1816, Columbus, en el condado de Franklin, se convirtió en la capital del estado de Ohio. Los topógrafos trazaron la ciudad en 1812 y las autoridades la incorporaron en 1816. Columbus no era la capital original de Ohio, pero la legislatura estatal decidió trasladar allí el gobierno del estado tras su ubicación durante un breve periodo en Chillicothe y en Zanesville. Columbus fue elegida como sede de la nueva capital por su ubicación central dentro del estado y su acceso a través de las principales rutas de transporte de la época, principalmente ríos. La asamblea legislativa la eligió como capital de Ohio frente a otras ciudades competidoras, como Franklinton, Dublín, Worthington y Delaware.